# Compagnia del teatro comico musicale di Roma

La compagnia nel 1952: in piedi (da sinistra) Nino Manfredi, Renato Turi, Elio Pandolfi, Silvio Noto, Clely Fiamma, Italo Carelli, Carlo Giuffrè, seduti Deddi Savagnone, Wanda Tettoni, Silvio Gigli, Antonella Steni e Giusi Raspani Dandolo

La Compagnia del teatro comico musicale di Roma è stata una delle compagnie teatrali della Rai.

## Storia
La compagnia è stata attiva dal 1944 agli anni sessanta ed era specializzata nel varietà radiofonico, in competizione con la Compagnia di rivista di Milano.
Fra gli attori che ne fecero parte ci furono Renato Turi, Riccardo Billi, Giusi Raspani Dandolo, Wanda Tettoni, Renato Cominetti, Elio Pandolfi, Antonella Steni, Lia Origoni, Franco Pucci, Guido Notari, Isa Bellini, Clely Fiamma, Enrico Luzi, Bice Valori, Gilberto Mazzi, Corrado Gaipa, Raffaele Pisu, Carlo Romano, Rosalba Oletta, Virgilio Gottardi, Giovanni Cimara, Sergio D'Alba, Nuccia Galimberti, Silvio Noto, Nino Manfredi, Carlo Giuffré, Deddi Savagnone, Paolo Ferrari, Gianni Bonagura. I principali registi che la diressero furono Nino Meloni, Riccardo Mantoni e Silvio Gigli.
Fra i programmi andati in onda si possono citare La figlia del corsaro nero (1945) di Age, Giò e Giù; Belzebù di Metz, Steno e Age (1947); Il bilione (1947); La Bisarca (1948) e Babbo Cicogna (1952), entrambe di Garinei e Giovannini; Caccia al tesoro (1952); Autoritratto (1960).

## Note

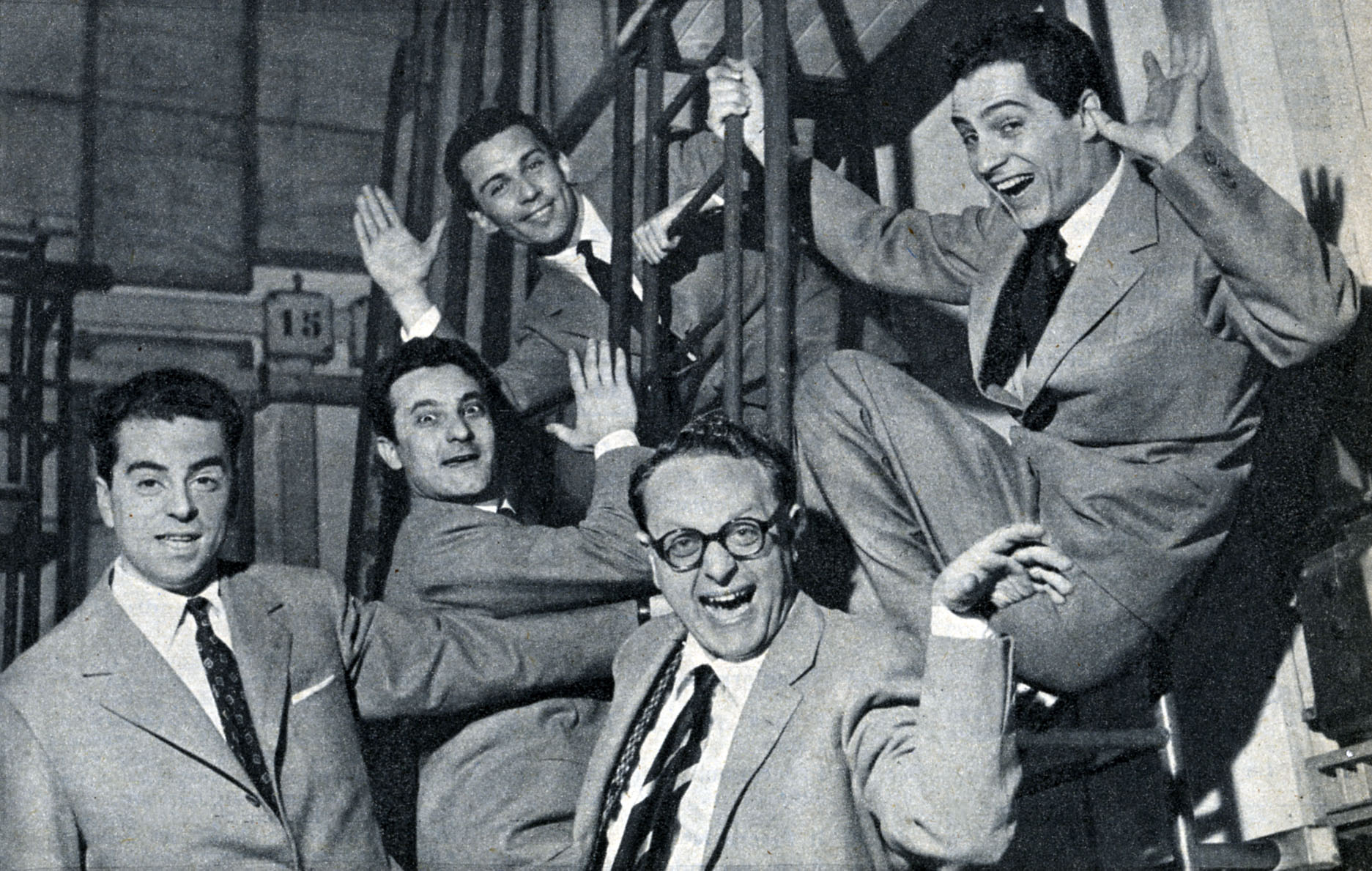
Raffaele Pisu, Pierluigi Pelitti, Paolo Ferrari, Gianni Bonagura e Nino Manfredi nella compagnia nel 1954